# 亚布洛奇金娜撞击坑
亚布洛奇金娜（英語：Yablochkina）是金星上的一个撞击坑，以苏联女演员亚历山德拉·亚布洛奇金娜之名命名。